# Биск
Биск (фр. Busque) насеље је и општина у јужној Француској у региону Миди Пирене, у департману Тарн која припада префектури Кастр.
По подацима из 2011. године у општини је живело 737 становника, а густина насељености је износила 87,95 становника/km². Општина се простире на површини од 8,38 km². Налази се на средњој надморској висини од 150 метара (максималној 332 m, а минималној 136 m).

## Демографија
| 1962. | 1968. | 1975. | 1982. | 1990. | 1999. | 2011. |
| ----- | ----- | ----- | ----- | ----- | ----- | ----- |
| 225   | 233   | 360   | 459   | 552   | 579   | 737   |

График промене броја становника у току последњих година